# Bersone
Bersone är en ort och frazione i kommunen Valdaone i provinsen Trento i regionen Trentino-Sydtyrolen i Italien. 
Bersone upphörde som kommun den 1 januari 2015 och bildade med de tidigare kommunerna Daone och Praso den nya kommunen Valdaone. Den tidigare kommunen hade 293 invånare (2014).